# 下関酒造
下関酒造株式会社（しものせきしゅぞう）は、1923年（大正12年）創業の山口県下関市の日本酒メーカーである。代表銘柄の「関娘」の他、下関産のトラフグを使った、「ふくのひれ酒」等を製造・販売している。関娘の酒名は、下関の「関」と辛口だが優しく柔らかでフルーティな香りの酒質から「娘」を合わせて命名。「大吟醸」は平成15年度の全国新酒鑑評会で金賞を受賞している。下関のふぐ料理店ではひれ酒のベースとして関娘が用いられることが多い。ふぐ料理公許第一号店である春帆楼のひれ酒用清酒としても使用されている。仕込水として、地下160mから汲み上げる中国地方山系の伏流水を用いている。

## 沿革
- 1923年（大正12年）12月15日 - 創業。
- 1993年（平成5年）- 日本初、女性社員だけで醸した清酒「彩月百華」を発売。
- 2003年（平成15年）- 全国新酒鑑評会にて金賞受賞。
- 2013年（平成25年） - 「海響」がモンドセレクション・金賞を受賞。
- 2011年（平成23年）- 酒庵「空」にて酒蔵カフェを開設し、酒スウィーツの販売をスタート。[1]

## 銘柄
日本酒
- 関娘
- 家納喜 - ベルーナ通販専用の銘柄。元は広島県廿日市市にあった家納喜酒造の銘柄だが、2000年酒蔵火災により廃業。

リキュール
- ふくのひれ酒
- 梅の酒

## 所在地
〒751-0829 山口県下関市幡生宮の下町8番23号
電話：083(252)1877
FAX：083(252)5996